# Nasima Razmyar
Nasima Razmyar (pers. نسیمه رزمیار; ur. 13 września 1984 w Kabulu) – fińska polityk pochodzenia afgańskiego.

## Lata młodości
W 1989 wraz z rodziną wyjechała do Moskwy, gdzie jej ojciec, Daoud, został ambasadorem Afganistanu. W 1992 jej rodzina wyemigrowała do Finlandii. Po przyjeździe studiowała politologię, ukończyła pedagogikę społeczną na Uniwersytecie Nauk Stosowanych w Helsinkach (HUMAK), a następnie zaangażowała się w promocję równości i różnorodności.

## Kariera polityczna
W 2010 otrzymała tytuł uchodźczyni roku. W 2011 została wybrana do Eduskunty jako rezerwowa, a w 2012 wybrano ją do rady Helsinek. W 2014 bezskutecznie ubiegała się o mandat europosłanki. W 2015 uzyskała mandat poselski. 7 czerwca 2017 została zastępczynią burmistrza Helsinek ds. kultury i wypoczynku.

## Życie osobiste
Ma brata Nomyala. 16 maja 2015 poślubiła Johana Fagera. Oprócz ojczystego języka dari posługuje się także fińskim, szwedzkim, angielskim i rosyjskim.